# Fachverband Sportschießen Rheinhessen
Der Fachverband Sportschießen Rheinhessen (fsrhh) wurde am 14. April 1964 in Mainz gegründet. Er ist Mitglied im Sportbund Rheinhessen, einem von drei Verbänden des Landessportbundes Rheinland-Pfalz (LSB). Als einziger Fachverband für Sportschützen in Rheinhessen betreut er die Schützenvereine in den Disziplinen Gewehr, Pistole, Bogen und Sommerbiathlon. Mit zirka 5000 Mitgliedern ist er im Sportbund Rheinhessen der sechsstärkste Fachverband in Rheinhessen (Stand: 31. Dezember 2014).

## Aufgaben
Der Fachverband Sportschießen vertritt die fachlichen Interessen seiner angeschlossenen Schützenvereine beziehungsweise Sportvereine mit Schützenabteilungen gegenüber dem Sportbund Rheinhessen, dem Landessportbund, dem Landesbeauftragter für Leistungssport, dem Pfälzischen Sportschützenbund, dem Deutschen Schützenbund und anderen sportlichen und behördlichen Stellen.
Er verwaltet und verwendet seine finanziellen Mittel und die ihm zugewiesenen Landesmittel in Form von zweckgebundenen Zuschüssen an die Schützenvereine. Er tritt für die Aus- und Fortbildung von Übungsleitern und Kampfrichter sowie für die Ausbildung der Schützen mit Standaufsichtslehrgängen und Waffensachkunde Lehrgängen mit anschließender Prüfungen ein.
Der Fachverband Sportschießen Rheinhessen unterstützt durch finanzielle Zuschüsse den Aktiven Sport, die schießsporttreibende Sportjugend und die angeschlossenen Landesleistungszentren.
Er gibt den angeschlossenen Vereinen Hilfestellung bei der Wahrnehmung der Sportunfall- und Haftpflichtversicherung.
Der Fachverband Sportschießen führt sportliche Veranstaltungen durch und verleiht Ehrungen.

## Organisation
Die Geschäftsstelle befindet sich in Alzey unter der Leitung vom Vorsitzenden. Oberstes Organ des Fachverband Sportschießen Rheinhessen e.V. ist die jedes Jahr stattfindende Ordentliche Delegiertenversammlung. Ausführendes Organ ist der Vorstand, der aus sieben Mitgliedern besteht. Dies sind der Vorsitzende, der Schatzmeister, der Jugendleiter, der Sportleiter, der Bogenreferent und der Schriftführer.

## Mitgliedschaften
Der Fachverband Sportschießen Rheinhessen ist durch den Sportbund Rheinhessen Mitglied im Landes Sportbund Rheinland-Pfalz. Er ist dem Pfälzischem Sportschützenbundes (Landesverband des Deutschen Schützenbundes) angeschlossen.

## Auszeichnungen
In Anerkennung besonderer Verdienste um die Förderung des Sports verleiht der Fachverband Sportschießen Rheinhessen eine Ehrenmedaille mit Urkunde. Die Ehrenauszeichnung werden in Gold, Silber und Bronze verliehen.
Durch sie werden Frauen und Männer in den Mitgliedsorganisationen geehrt, die sich durch langjährige verdienstvolle Mitarbeit oder durch sportliche Erfolge ausgezeichnet haben. Antragsberechtigt sind die Schießsportvereinigungen, die Schießsportvereine und die Vereine die eine Schießsportabteilung haben und in Rheinhessen sind. Über die Verleihung der Ehrennadeln entscheidet der Vorstand des Fachverband Sportschießen Rheinhessen. Die Vereins-Ehrenurkunde mit Wappenteller wird an Vereine anlässlich eines 25-jährigen, 50-jährigen, 100-jährigen usw. Jubiläums verliehen.
Die Ehrungen können vom Vorstand des Fachverband Sportschießen Rheinhessen wieder aberkannt werden, wenn ihre Träger rechtswirksam aus dem Fachverband Sportschießen Rheinhessen, dem Landessportbund, dem Pfälzischen Sportschützenbund, dem Deutschen Schützenbund oder einem Verein ausgeschlossen worden sind.

## Geschichte
Die fachliche Gründung durch die einberufene Gründungs- und Delegiertenversammlung erfolgte am 21. April 1964 in Oppenheim. Dieser freiwillige Zusammenschluss betrifft alle Vereine die in den Grenzen des ehemaligen Regierungsbezirk Rheinhessen beheimatet sind.

## Vorsitzende
1. Ludwig Bassing (1964–1971)
2. Hans Schäfer (1971–1976)
3. Alfred Gerbracht (1976–2001)
4. Christian Vollmer (2001–2005)
5. Ernst Ott (2005–2006)
6. Günther Vetter (seit 2006)